# 暗視野検鏡

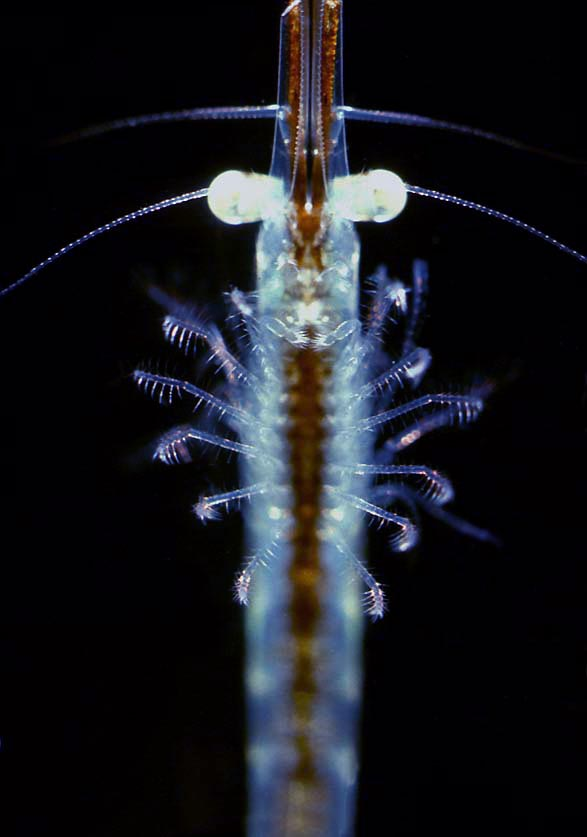
暗視野検鏡によるアミ (甲殻類)の観察例。

暗視野検鏡（あんしやけんきょう、Dark field microscopy）とは、顕微鏡を用いた観察において、観察試料による散乱光(ビーム)を観察することにより、高コントラスト・超微細構造の観察を行う技術のこと。光学顕微鏡や透過型電子顕微鏡で用いられる手法。
暗視野検鏡を行うことを目的としている光学顕微鏡のことを暗視野顕微鏡とよぶ。

## 概要
一般的な光学顕微鏡（明視野照明）の場合、照明光の色(電球色、暖色系の白色など）の明るい背景の中に置かれた試料が光を遮り、背景より暗い様子を観察する。一方、暗視野検鏡は対物レンズに光が入らないように斜めなどから照明し、試料が散乱した光を観察する。 この場合、暗い背景に明るい試料が浮かび上がって観察される。この照明法のことを暗視野照明とよぶ。
この方法で観察するためには、光学顕微鏡に専用の暗視野コンデンサーを取り付けて使用するのが一般的である。生物顕微鏡の場合、安価な乾式コンデンサーと、より明るい照明ができる油浸コンデンサーが入手可能である。また、位相差コンデンサーを利用して暗視野観察するテクニックもある。学習用顕微鏡や実体顕微鏡などで観察している試料に真横から懐中電灯などで光を当て、暗視野観察を体験することもできる。

ティッシュペーパーを光学顕微鏡下で様々な照明法で観察した例。Ⅰ画素 1.559 μm
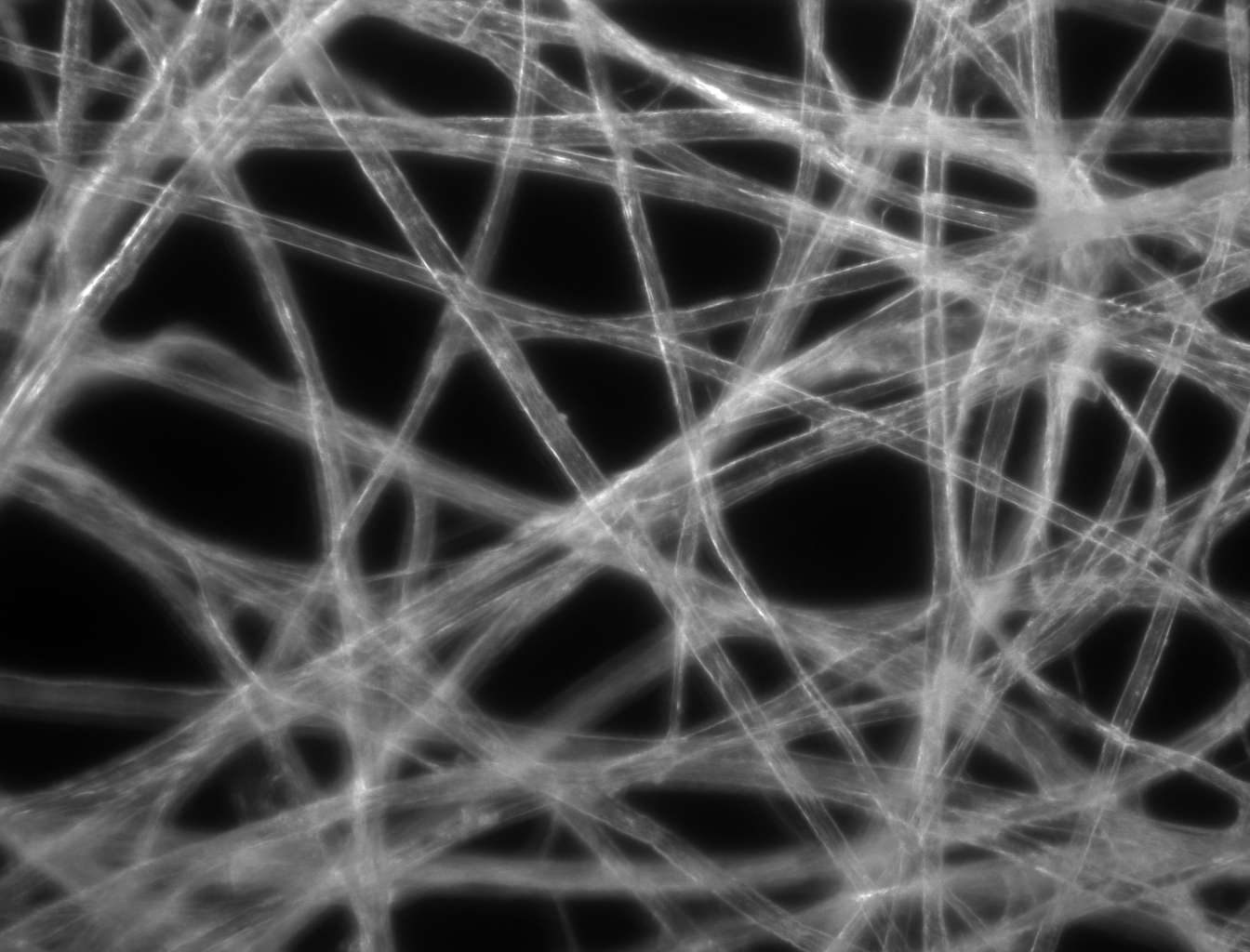
暗視野観察。像のコントラストは試料によって散乱された光によって作られる。
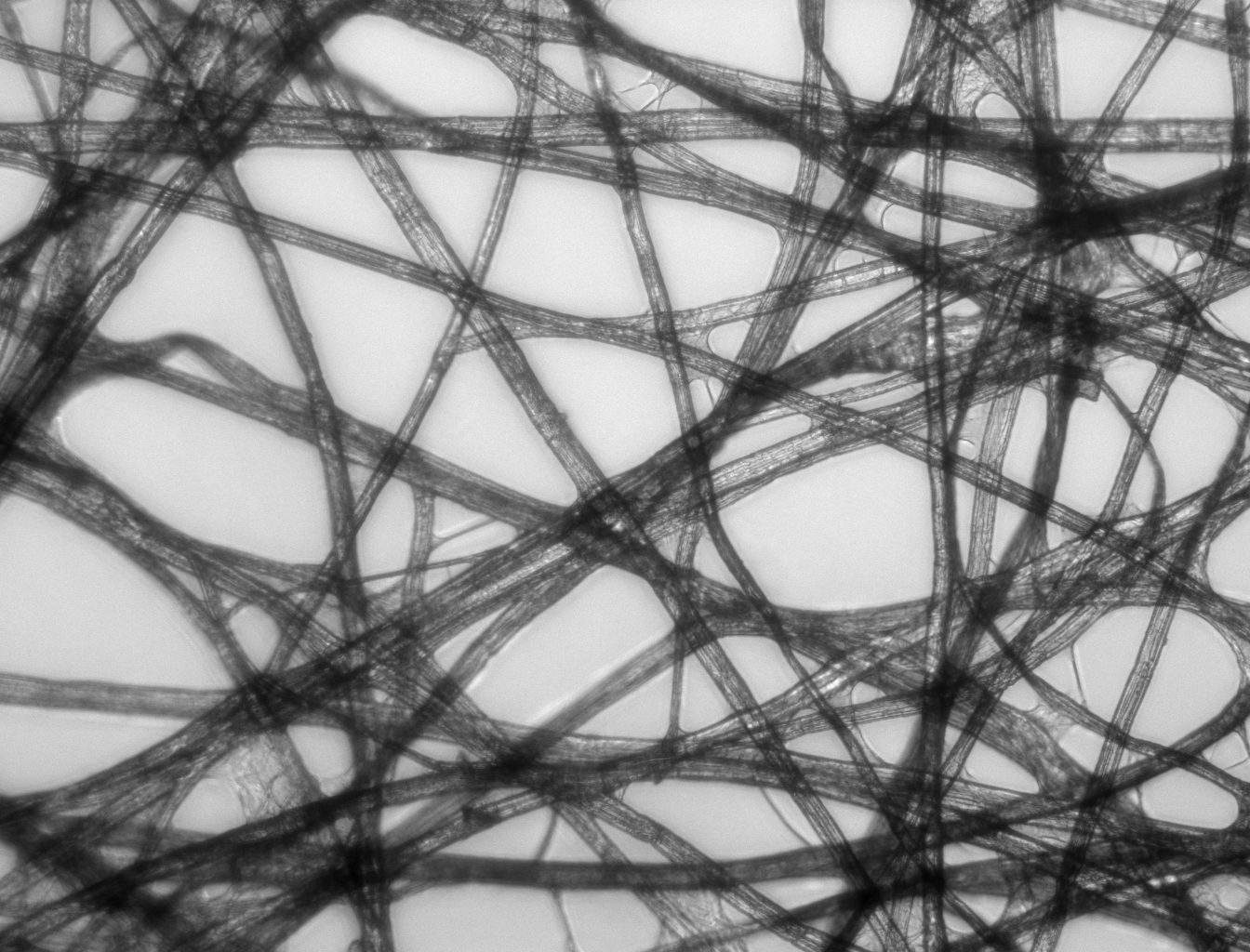
明視野観察。像のコントラストは試料が光を吸収することによって作られる。
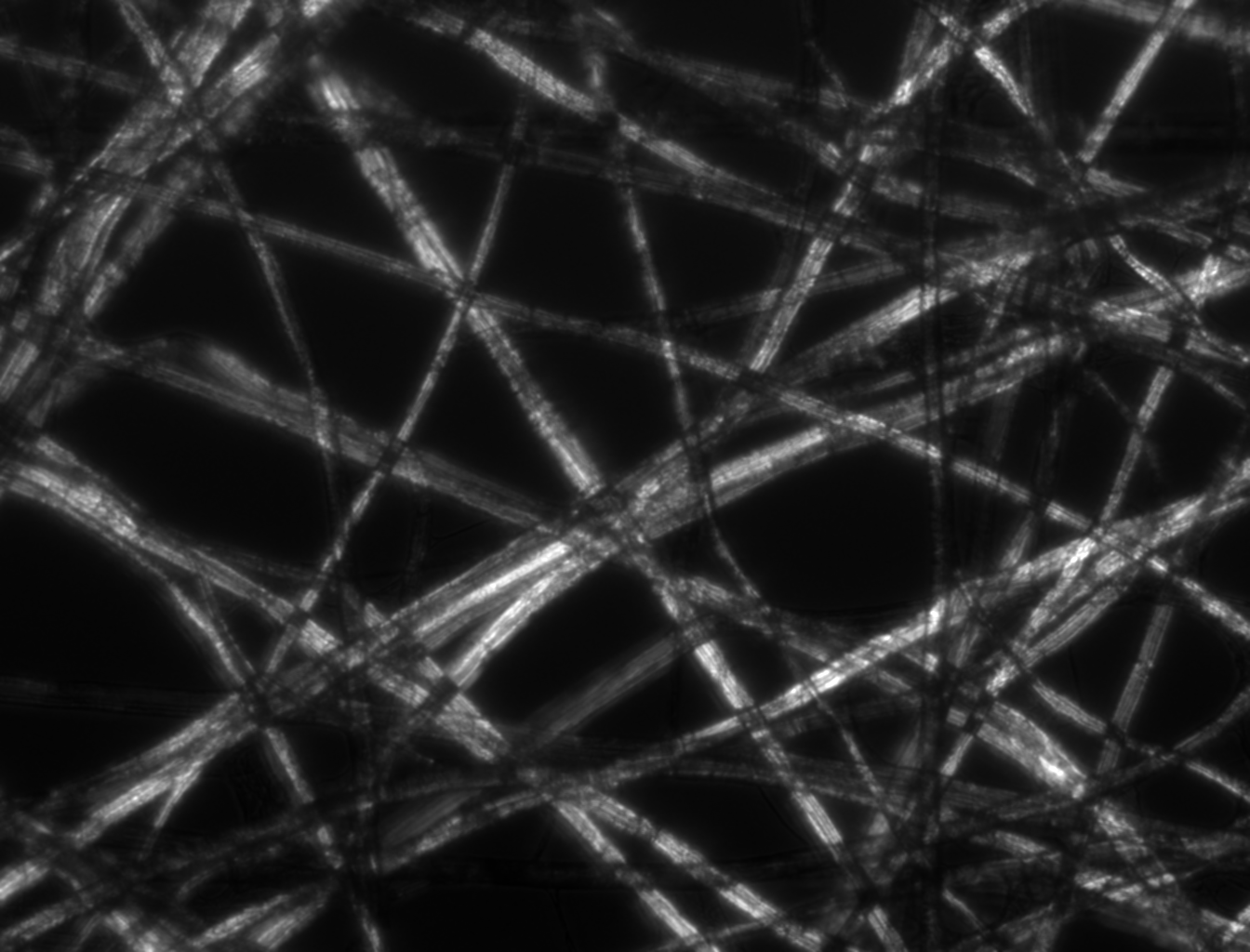
偏光顕微鏡による観察。直交偏光照明。像のコントラストは試料を通過した光の偏光方向が回転することによって作られる。
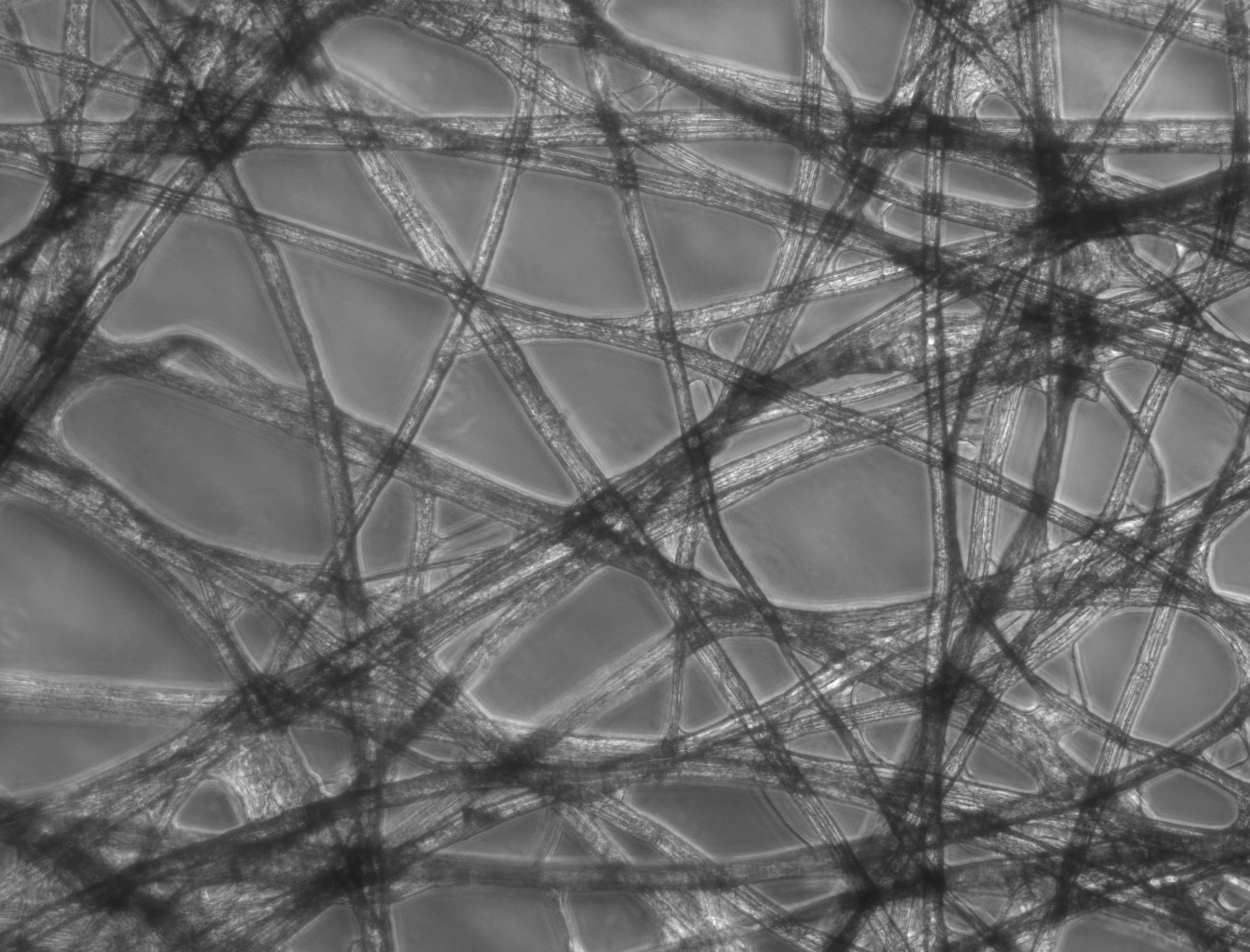
位相差顕微鏡による位相差観察。像のコントラストは試料を通過した光の位相が変化したことを、光の干渉で明暗に変換したもの。

## 効果

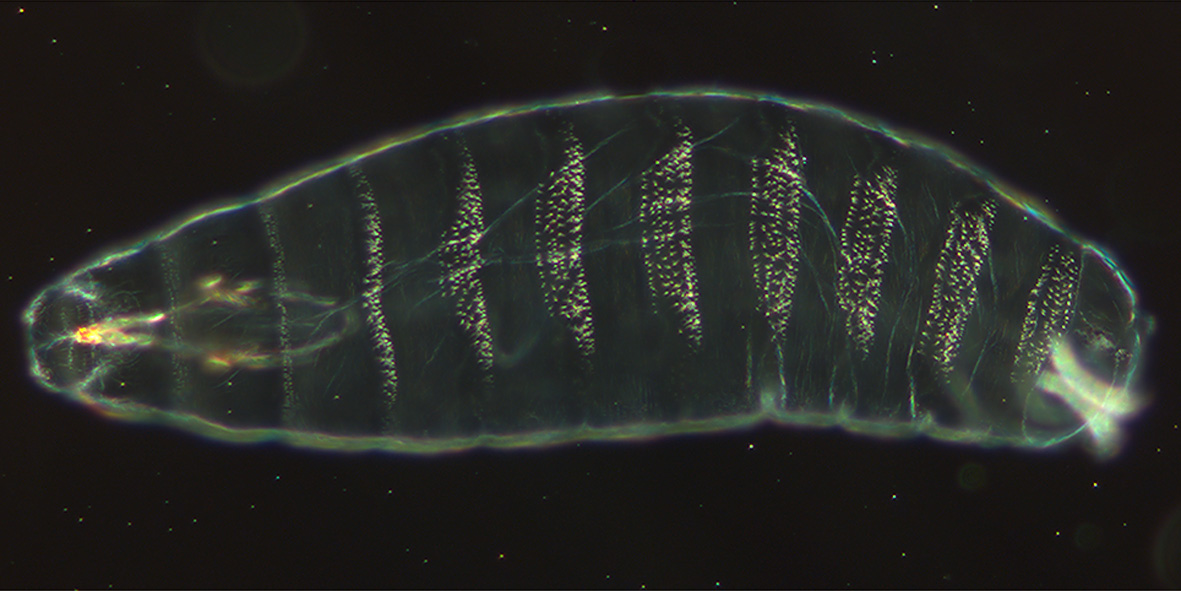
暗視野検鏡によるキイロショウジョウバエの胚の観察例。明視野では観察しづらい微小構造が見えている。

暗視野検鏡は低コントラストである試料や、超微小構造・微小病原体・微小スクラッチ傷の確認を簡便かつ安価に行うことができることが最大の利点である。また、蛍光染色のような操作も必要ないため、操作によるアーティファクトも発生しない。
ただし、暗視野照明法は微細構造を観察しやすくするに過ぎず、解像度（分解能）自体は向上しない。解像度は開口数の大きさに従う。なお、暗視野検鏡では高開口数成分の光のみで照明を行うため、あまり高開口数の対物レンズを用いることができない（NA.0.8未満程度）。
また、厚みがある試料については基本的には使用できない（落射照明を行う場合には、遮光スリットと照明ミラー・暗視野用の照明機構をもつ対物レンズを用いて実現する方法がある）。
さらに、機器の制限として、明るい像を得るためには（位相差顕微鏡ほどではないが）高輝度の照明が要求される。

## 原理

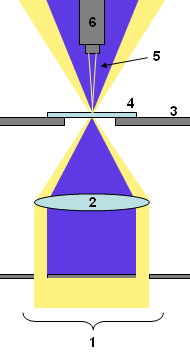
暗視野照明の模式図・青紫部分が遮光されている。

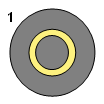
暗視野コンデンサの遮光スリット

プレパラート上の試料は照明光に対して、散乱（主にミー散乱）・回折・反射を起こす。暗視野照明では照明光は高開口数成分（円錐の外周表面構造）に限られるため、基本的にはこの散乱光が対物レンズに入ることとなる。
暗視野コンデンサは、基本的には通常の顕微鏡用コンデンサの絞り羽根がある部分に日の丸状の遮光プレートをとりつけたもので、簡便な構造であるために比較的安価である。
可視光を用いる光学顕微鏡では、分解能は理論的に光の波長によって 200 nm 程度に制限される。分解能より近接した２物体を見分けることはできなくとも、分解能以下のサイズの物体を検出することや、分解能以下の動きを検出することは可能である。暗視野顕微鏡は、高コントラストの像が得やすいという特徴から、しばしばそのような微細構造の検出や微細運動の検出に使用される。
このような先端的な暗視野観察のためには、暗視野コンデンサーが用いられるばかりではなく、レーザー斜行照明、光の全反射によって界面に形成されるエバネッセント場による照明、円錐レンズによる照明など様々な照明方法が用いられる。

## 歴史
簡単に高いコントラストが得られる手法として、古くから使用されている。近年は無染色で微細な生体構造や運動を観察する方法としても用いられている。例えば光源として超高圧水銀ランプを用いることで、直径20ナノメートル程度の繊維構造の観察に用いられたり、または高輝度照明との組み合わせによる超高速イメージングなどにも用いられている。

## その他
類似手法として、斜め方向からの照明を行う「斜射照明」がある。これは照明の方向性を暗視野照明とでもいうべきもので、通常の明視野コンデンサに斜射照明機構を組み込み、ワンタッチで斜射照明モードに切り替えが可能なものが存在する。
位相差顕微鏡用のコンデンサと低開口数の対物レンズとを用いると、簡単に暗視野検鏡が実現できる。
蛍光顕微鏡での観察は背景光をカットアウトして励起光のみを観察するため、必然的に暗視野検鏡を行うことになる。
走査型電子顕微鏡では、回折波を選択的に検知して高コントラストで二次電子を観察する手法を暗視野観察とよぶ。対物絞り位置を調整し、電子線を偏射して走査するなどの手法を用いて行う。
またX線写真撮影においては、X線の屈折を検出して高コントラストで対象を観察する手法を「X線暗視野法」などとよび、研究が行われている。
光学式マウスの一部に、暗視野検鏡を用いる物が存在する。このタイプのマウスは、透明なガラスの上や、大理石、漆塗りなどの光沢面でも使用する事が出来る。